# 古間駅
古間駅（ふるまえき）は、長野県上水内郡信濃町大字富濃にある、しなの鉄道北しなの線の駅である。
駅に昇格するまでは、隣の柏原駅（現・黒姫駅）が管理する古間信号所であった。

## 歴史
- 1913年（大正2年）10月1日：鉄道院の古間信号所として新設[1][4]。
- 1925年（大正14年）5月1日：柏原駅（現・黒姫駅）の管理より独立。
- 1928年（昭和3年）12月23日：古間駅に昇格[1]。
- 1970年（昭和45年）10月1日：貨物取扱廃止[5]
- 1971年（昭和46年）5月11日：業務委託駅となる[6]。
- 1984年（昭和59年）
  - 2月1日：荷物扱い廃止[5]。
  - 3月21日：簡易委託駅化[7][8]。
- 1987年（昭和62年）4月1日：国鉄分割民営化に伴い、東日本旅客鉄道（JR東日本）の駅となる[4][5]。
- 2001年（平成13年）12月：駅舎改築[1]。
- 2015年（平成27年）
  - 3月12日：簡易委託解除、完全無人駅化[9]。
  - 3月14日：北陸新幹線金沢延伸に伴い、しなの鉄道に移管。
- 2026年（令和8年）春季：交通系ICカード「Suica」利用サービス開始（予定）[10]。

## 駅構造
単式ホーム1面1線を有する地上駅。しなの鉄道の駅では唯一交換設備を持たない。以前は単式ホーム1面1線と島式ホーム1面2線、計2面3線を有していたが、島式ホームは不使用となり、跨線橋も撤去された。現駅舎は2代目で2001年に改築されたコンクリート造のものである。
1984年より黒姫駅管理の簡易委託駅で委託販売員が古間発のみの常備券で切符を手売りしていた。2015年の北陸新幹線開通に伴い信越本線がしなの鉄道に移管されることとなったが、しなの鉄道は当駅を無人駅とすることとした。これに先立って3月12日に簡易委託が解除され、無人駅となった。
自動券売機が1台設置されたが、駅舎待合室内では無く、ホーム側に設置されている。

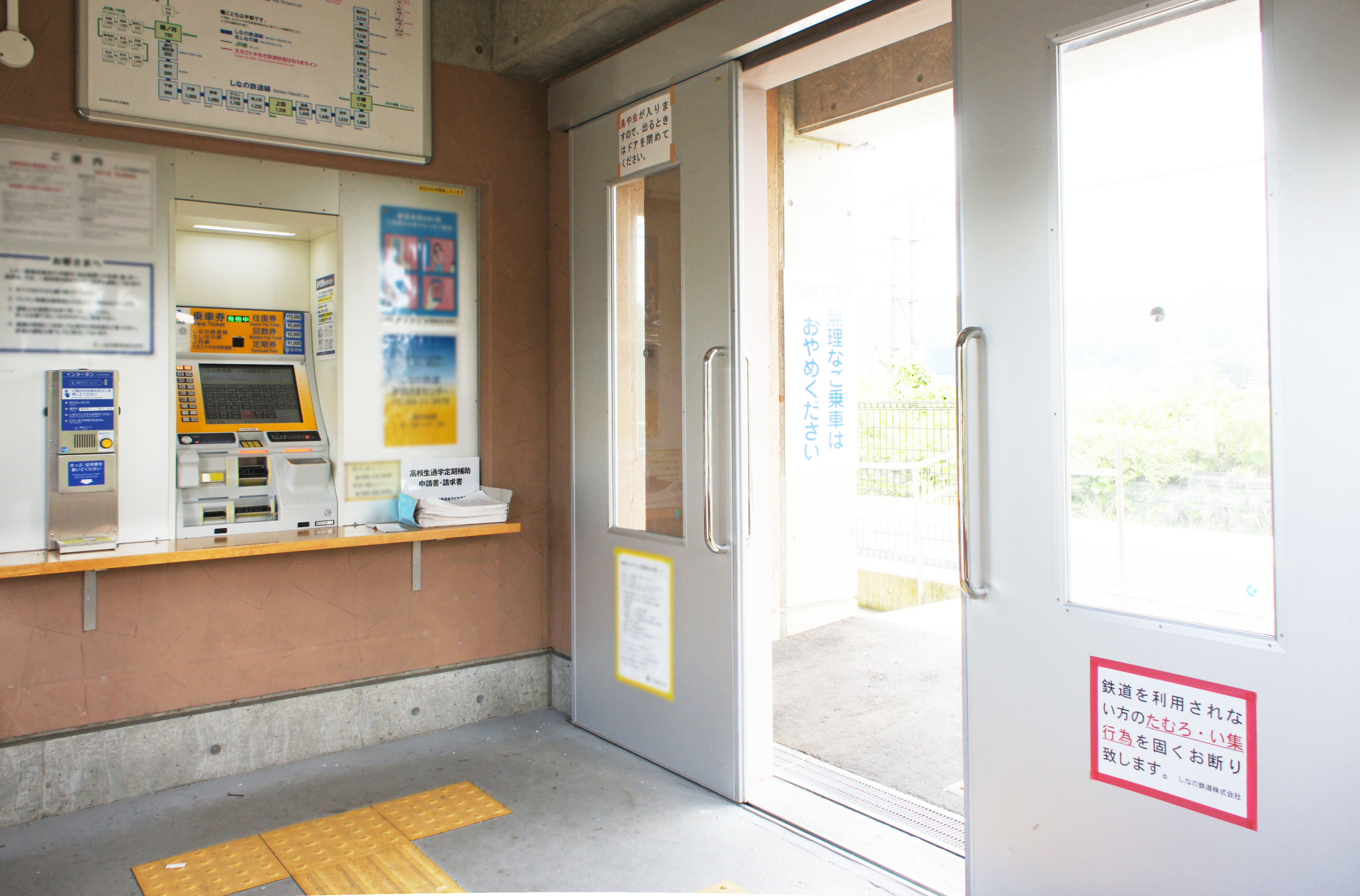
改札口（2021年8月）
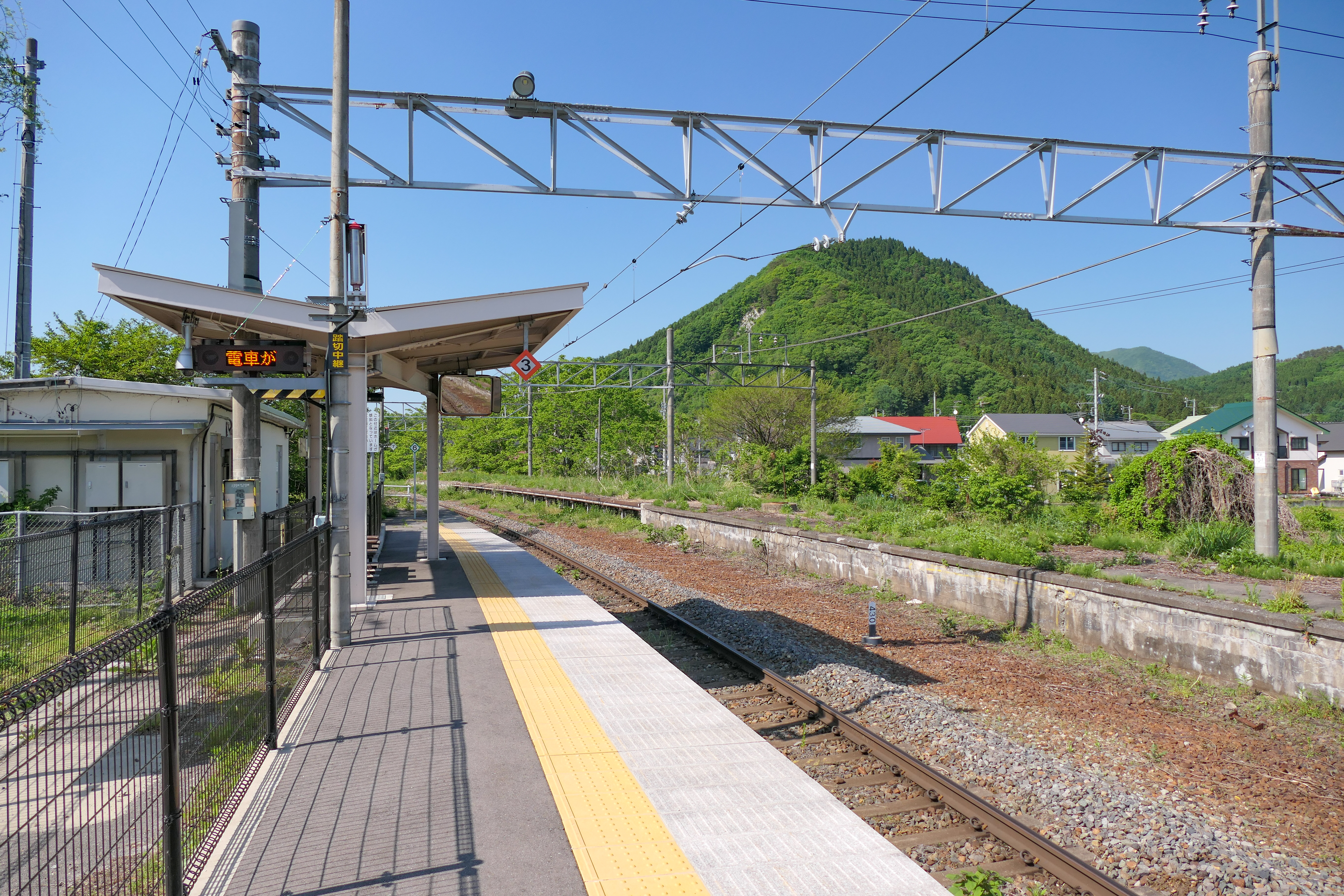
ホーム（2022年5月）

## 利用状況
「長野県統計書」によると、2020年度（令和2年度）の1日平均乗車人員は118人である。
2000年度（平成12年度）以降の推移は以下の通り。なお、2000年度（平成12年度） - 2014年度（平成26年度）の統計はJR東日本時代のものである。また、2014年度（平成26年度）と2015年度（平成27年度）の統計は非公表である。
| 乗車人員推移       | 乗車人員推移     | 乗車人員推移 |
| 年度               | 1日平均 乗車人員 | 出典         |
| ------------------ | ---------------- | ------------ |
| 2000年（平成12年） | 132              | [ JR東 1 ]   |
| 2001年（平成13年） | 149              | [ JR東 2 ]   |
| 2002年（平成14年） | 146              | [ JR東 3 ]   |
| 2003年（平成15年） | 144              | [ JR東 4 ]   |
| 2004年（平成16年） | 135              | [ JR東 5 ]   |
| 2005年（平成17年） | 122              | [ JR東 6 ]   |
| 2006年（平成18年） | 122              | [ JR東 7 ]   |
| 2007年（平成19年） | 118              | [ JR東 8 ]   |
| 2008年（平成20年） | 112              | [ JR東 9 ]   |
| 2009年（平成21年） | 125              | [ JR東 10 ]  |
| 2010年（平成22年） | 128              | [ JR東 11 ]  |
| 2011年（平成23年） | 132              | [ JR東 12 ]  |
| 2012年（平成24年） | 128              | [ JR東 13 ]  |
| 2013年（平成25年） | 118              | [ JR東 14 ]  |
| 2014年（平成26年） | 非公表           |              |
| 2015年（平成27年） | 非公表           |              |
| 2016年（平成28年） | 143              | [ 長野県 2 ] |
| 2017年（平成29年） | 144              | [ 長野県 3 ] |
| 2018年（平成30年） | 144              | [ 長野県 4 ] |
| 2019年（令和元年） | 143              | [ 長野県 5 ] |
| 2020年（令和02年） | 118              | [ 長野県 1 ] |

## 駅周辺
- 古間郵便局
- 信越本線旧戸草隧道 - 2013年土木学会選奨土木遺産[12]

## 隣の駅
しなの鉄道
■北しなの線
牟礼駅 - 古間駅 - 黒姫駅

### 記事本文
1. 1 2 3 4 5 6 7 8 9 10 11 12  信濃毎日新聞社出版部 編『長野県鉄道全駅 増補改訂版』信濃毎日新聞社、2011年7月24日、30頁。ISBN 978-4-7840-7164-7。
2. 1 2 3 4 5 6  『週刊 JR全駅・全車両基地』 14号 長野駅・新津駅・高田駅ほか、朝日新聞出版〈週刊朝日百科〉、2012年11月11日、20頁。
3. 1 2 3  “らくらくおでかけネット - 駅・ターミナル情報検索結果（古間）”.   公益財団法人交通エコロジー・モビリティ財団. 2016年1月4日閲覧。
4. 1 2  曽根悟（監修） 著、朝日新聞出版分冊百科編集部 編『週刊 歴史でめぐる鉄道全路線 国鉄・JR』 11号 信越本線、朝日新聞出版〈週刊朝日百科〉、2009年9月20日、22,25頁。
5. 1 2 3  石野哲（編）『停車場変遷大事典 国鉄・JR編 Ⅱ』（初版）JTB、1998年10月1日、580頁。ISBN 978-4-533-02980-6。
6. ↑  「第2章 近代化／IV 旅客」『長鉄局三十年史』日本国有鉄道長野鉄道管理局、1980年10月14日、183頁。
7. ↑  “「通報」●中央本線信濃境駅ほか5駅の駅員無配置について（旅客局）”. 鉄道公報 (日本国有鉄道総裁室文書課):  p. 2. (1984年3月19日)
8. ↑  長野鉄道管理局 編『写真でつづる長野鉄道管理局の歩み』長野鉄道管理局、1987年3月10日、368頁。
9. 1 2  しなの鉄道北しなの線開業に伴う3月13日の営業終了時間変更のお知らせ (PDF)  - 2015年2月6日、東日本旅客鉄道長野支社
10. ↑  “しなの鉄道全線への「Suica」導入について”.   しなの鉄道. 2025年2月27日閲覧。
11. ↑  北しなの線　住民説明会資料 (PDF)  - 2015年2月5日、しなの鉄道公式サイト
12. ↑  信越本線トンネル群　－大廻隧道、戸草隧道、坂口新田隧道 - 土木学会（更新日不明）2018年10月15日閲覧

### 利用状況
JR東日本
1. ↑  “JR東日本：各駅の乗車人員（2000年度）”.   東日本旅客鉄道. 2024年1月25日閲覧。
2. ↑  “JR東日本：各駅の乗車人員（2001年度）”.   東日本旅客鉄道. 2024年1月25日閲覧。
3. ↑  “JR東日本：各駅の乗車人員（2002年度）”.   東日本旅客鉄道. 2024年1月25日閲覧。
4. ↑  “JR東日本：各駅の乗車人員（2003年度）”.   東日本旅客鉄道. 2024年1月25日閲覧。
5. ↑  “JR東日本：各駅の乗車人員（2004年度）”.   東日本旅客鉄道. 2024年1月25日閲覧。
6. ↑  “JR東日本：各駅の乗車人員（2005年度）”.   東日本旅客鉄道. 2024年1月25日閲覧。
7. ↑  “JR東日本：各駅の乗車人員（2006年度）”.   東日本旅客鉄道. 2024年1月25日閲覧。
8. ↑  “JR東日本：各駅の乗車人員（2007年度）”.   東日本旅客鉄道. 2024年1月25日閲覧。
9. ↑  “JR東日本：各駅の乗車人員（2008年度）”.   東日本旅客鉄道. 2024年1月25日閲覧。
10. ↑  “JR東日本：各駅の乗車人員（2009年度）”.   東日本旅客鉄道. 2024年1月25日閲覧。
11. ↑  “JR東日本：各駅の乗車人員（2010年度）”.   東日本旅客鉄道. 2024年1月25日閲覧。
12. ↑  “JR東日本：各駅の乗車人員（2011年度）”.   東日本旅客鉄道. 2024年1月25日閲覧。
13. ↑  “JR東日本：各駅の乗車人員（2012年度）”.   東日本旅客鉄道. 2024年1月25日閲覧。
14. ↑  “各駅の乗車人員 2013年度 ベスト100以外（9）：JR東日本”.   東日本旅客鉄道. 2024年1月25日閲覧。

長野県統計書
1. 1 2  “令和2年（2020年）長野県統計書” (PDF).   長野県. p. 191 (2023年1月). 2023年11月16日時点のオリジナルよりアーカイブ。2024年1月25日閲覧。
2. ↑  “運輸・通信” (PDF).   長野県. p. 197. 2019年3月25日時点のオリジナルよりアーカイブ。2024年1月25日閲覧。
3. ↑  “運輸・通信” (PDF).   長野県. p. 197. 2020年10月8日時点のオリジナルよりアーカイブ。2024年1月25日閲覧。
4. ↑  “運輸・通信” (PDF).   長野県. p. 197. 2021年3月24日時点のオリジナルよりアーカイブ。2024年1月25日閲覧。
5. ↑  “令和元年（2019年）長野県統計書” (PDF).   長野県. p. 191 (2022年1月). 2022年7月7日時点のオリジナルよりアーカイブ。2024年1月25日閲覧。